# Trois-Bassins
Trois-Bassins è un comune francese di 7 157 abitanti situato nel dipartimento d'oltre mare di Réunion.